# ایزولدا دیشاوک
ایزولدا دیشاوک (انگلیسی: Isolda Dychauk؛ زادهٔ ۴ فوریهٔ ۱۹۹۳) هنرپیشه روس‌تبار اهل آلمان است. وی از سال ۲۰۰۷ میلادی تاکنون مشغول فعالیت بوده‌است.
از فیلم‌هایی که وی در آن نقش داشته‌است، می‌توان به فاوست و بوریس بدون بئاتریس اشاره کرد.